# Harro Semmler

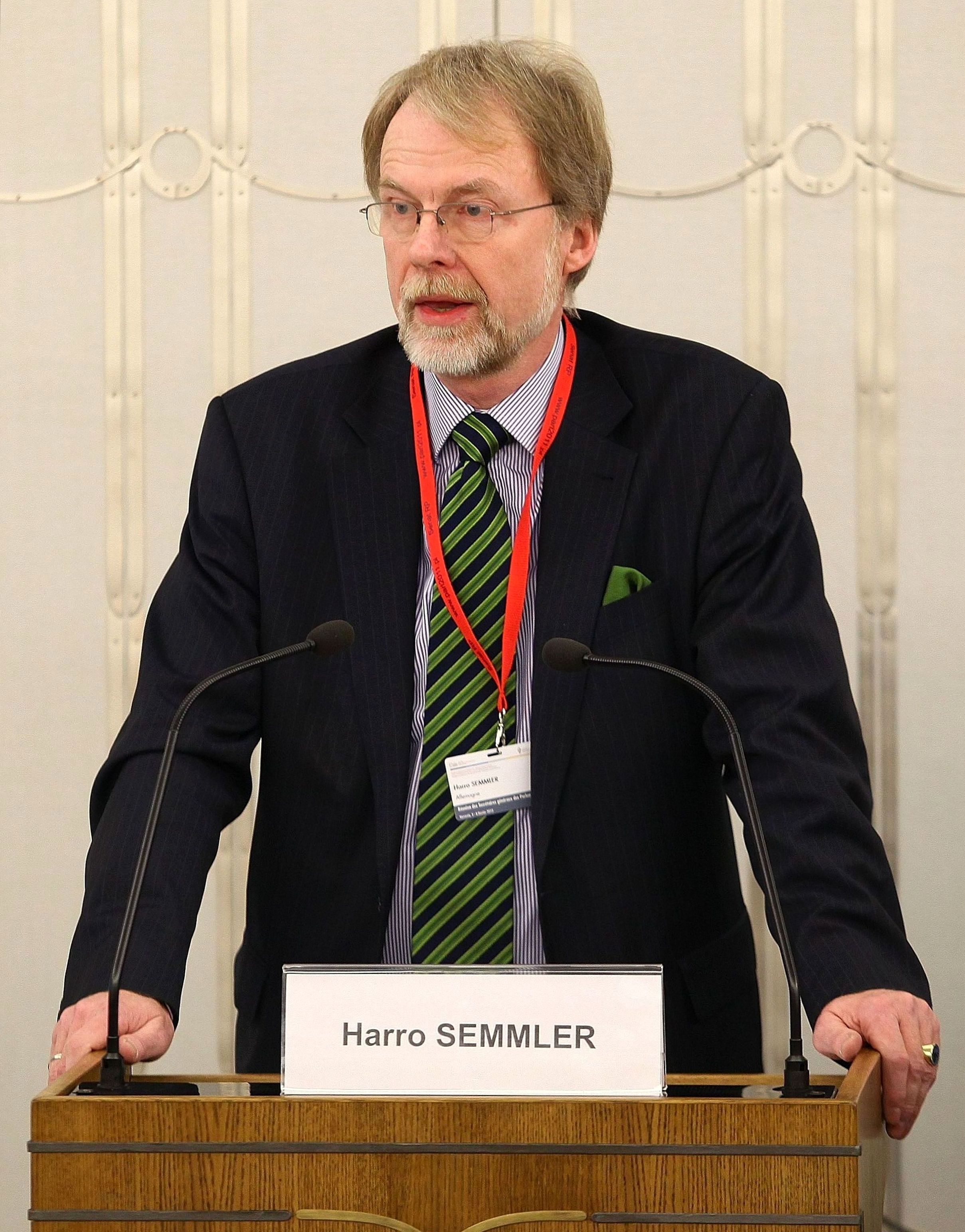
Harro Semmler

Harro Semmler (* 29. November 1947 in Hamburg) war von 2010 bis 2012 Direktor beim Deutschen Bundestag.

## Leben
Semmler studierte Rechtswissenschaft in Bonn und Lausanne. Seit 1971 ist er Mitglied der Studentenverbindung Société d’Étudiants Germania Lausanne. Er absolvierte sein Referendariat beim Landgericht Aachen. 1980 trat er als Referent beim Wehrbeauftragten des Deutschen Bundestages in die Bundestagsverwaltung ein. Später bekleidete er mehrere Dienstposten im Bereich der Mandatsdienste und Zentralen Dienste der Bundestagsverwaltung. Vor seiner Ernennung zum Direktor beim Deutschen Bundestag war er Leiter der Abteilung Parlament und Abgeordnete der Bundestagsverwaltung. Zum 1. August 2010 wurde er zum Staatssekretär und Direktor beim Deutschen Bundestag ernannt. Er trat mit Ablauf des Jahres 2012 in den Ruhestand.